# تصنيع كلامي
تصنيع الكلام أو اصطناع الكلام أو تخليق الكلام (برنامج القارئ الآلي للنصوص )هو إنتاج اصطناعي للكلام البشري. ويسمى نظام الكمبيوتر المستخدم لهذا الغرض خطاب كمبيوتر أو توليف الكلام، ويمكن تنفيذها في منتجات البرامج أو الأجهزة. النص إلى كلام (TTS) نظام تحويل لغة النص العادي إلى الكلام؛ أنظمة أخرى تجعل التمثيل اللغوي الرمزي مثل تحويل نسخ لفظي إلى كلام. يمكن إنتاج الكلام المركب بواسطة وصل أجزاء من الحديث المسجل والذي يتم تخزينه في قاعدة بيانات. فالأنظمة تختلف في حجم وحدات تخزين الكلام. كما أن نظام مخازن الهواتف أو diphone يوفر أكبر مجموعة إنتاج صوتي، ولكن قد تفتقر إلى الوضوح. فاستخدماتها محددة المجال، ولتخزين الكلمات أو الجمل بأكملها بحيث يسمح لإنتاج عالي الجودة بدلا من ذلك يمكن للمازج الصوتي أن يدمج نموذج الجهاز الصوتي ذو خصائص أخرى للصوت البشري لإنشاء إخراج صوتي «اصطناعي» تماما.
TTS أو Text-to-Speech هي تقنية تكنولوجية لمحاكاة الصوت البشري باستعمال الحاسوب أو أنظمة نطق مختلفة. فالمهمة الرئيسية لمحرك TTS هي تحويل الكلمات المكتوبة أو المخزنة على شكل نصوص إلى كلمات منطوقة بصوت بشري. من أشهر الشركات التي تطور تقنية للغة العربية هي شركة صخر للحاسب الآلي.

### جودة تخليق الكلام(القراءة الالية)
يتم تقييمها قياساً على التشابه مع صوت الإنسان وقدرته على أن يكون مفهوماً بشكل واضح. يسمح البرنامج الذكي تحويل النص إلى كلام للناس الذين يعانون من ضعف البصر أو إعاقة قراءة للاستماع إلى الأعمال المكتوبة على كمبيوتر المنزل. وشملت العديد من أنظمة تشغيل الكمبيوتر لتخليق الكلام منذ أوائل التسعينات.
ويتألف نظام تحويل النص إلى كلام أو «المحرك» من جزئين: معالج الواجهة الأمامية الأمامي ومعالج الواجهة الخلفي.

### مهام معالج الواجهة الأمامية
أولا: أنه يحول النص الخام الذي يحتوي على رموز مثل الأرقام والمختصرات إلى ما يعادل كلمات مكتوبة بها. وغالبا ما تسمى هذه العملية تطبيع النص، ما قبل المعالجة، أو ترميز' ' الواجهة الأمامية ثم يعين نسخ لفظي في علوم الكمبيوتر، التحليل المعجمي هو عملية تحويل سلسلة من الأحرف (كما هو الحال في برنامج كمبيوتر أو صفحة ويب) إلى سلسلة من الرموز (سلاسل مع «معنى» محدد) بالنسبة لكل كلمة، والأجزاء، وتحديد النص في وحدة لحنية، مثل شبه جملة شرط، والجملة. ويطلق على عملية تعيين التدوين الصوتي لعبارة أي تحويل النص إلى صوت أو حرف من حروف اللغة -إلى صوت تحويل. التدوين الصوتي ومعلومات علم العروض التي يشكلون معا التمثيل اللغوي الرمزي الذي يتم إخراجه من قبل الواجهة الأمامية. والواجهة الخلفية، غالبا ما يشار إليها باسم المزج أو التوليف - ثم تقوم بتحويل التمثيل اللغوي الرمزي إلى صوت. في بعض الأنظمة، فإن هذا الجزء يشمل حسابات تستهدف علم العروض "" (درجة الصوت فترات الصوت)، وهو بعد ذلك يحدد الخطاب المفترض على الإنتاج الصوتي.

Overview of a typical TTS system

## التاريخ
قبل فترة طويلة من اختراع معالجة الإشارات الإلكترونية، كان هناك أولئك الذين حاولوا بناء آلات لخلق كلام الإنسان. بعض الأساطير الأولى التي تسرد وجود الرأس الوقحة [الإنجليزية] تتضمن ذكر البابا سيلفستر الثاني (1003 م)، ماغنوس (1198-1280)، وروجر بيكون (1214-1294).
في 1779، والعالم الدانماركي كريستيان كراتزنشتاين، الذي بعمل في أكاديمية العلوم الروسية، الذي بنى نماذج حول أداة إخراج الصوت البشرى التي يمكن أن تنتج خمسة أصوات أحرف علة طويلة (ويكيبيديا:الألفبائية الصوتية الدولية التدوين، فهي‎[a:]‏, ‎[e:]‏, ‎[i:]‏, ‎[o:]‏ and ‎[u:]‏). وأعقب هذا تشغيل «آلة التحدث لفولفجانغ فون كمبلين من قبل كير -» من قبل فولفغانغ فون كمبلين من برسبورغ، المجر، هو موضح في ورقة 1791. هذا الجهاز أضاف نماذج من اللسان والشفتين، مما مكنها من إنتاج أحرف صامتة وكذلك أحرف العلة. في 1837، تشارلز يتستون أنتج «الآلة الناطقة» على أساس تصميم فون كمبلين، وفي 1857، بني M. فابر في «يوفون». وقد بعث تصميم يتستون في 1923 من قبل باجيت.

## اقرأ أيضًا
- كتاب سمعي